# Városi Művészeti Múzeum (Győr)
A Városi Művészeti Múzeumot (angolul: Municipal Museum of Art; németül Städtisches Kunstmuseum) Győr város képviselő-testülete alapította 1994. október 15-én, székhelye a Király utca 17. sz. alatti barokk  Esterházy-palotában található. Az intézmény országos gyűjtőkörű területi múzeum. Számos kiváló színvonalú képző-és iparművészeti gyűjteményt gondoz és fejleszt, emellett a kortárs egyetemes rajz-és grafikaművészetre specializálódott. Első igazgatója 1994. november 4-től 2009. november 4-ig N. Mészáros Júlia művészettörténész volt.
Az intézmény öt állandó kiállítást, egy időszaki kiállítóhelyet, egy grafikai műhelyt és két alkotóházat működtet. Épületeiben az állandó kiállítások mellett, párhuzamosan 4-6 időszaki tárlat látható. Évente szervezi a győri Nemzetközi Művésztelepet, kétévente a Nemzetközi Rajz-és Grafikai Biennálét, háromévente a Progresszív Euroregionális Tárlatot. Tevékenységéhez fűződik a Művészetek utcája elnevezésű győri egynapos összművészeti utcafesztivál és számos hagyománnyá vált múzeumi rendezvénysorozat. Szakmai és ismeretterjesztő publikációs tevékenységét könyvek, katalógusok, ismeretterjesztő anyagok sora jelzi. Szabadidős programjai között nyaranta múzeumi és kreativitásfejlesztő képzőművészeti és múzeumi táborok, a Hajcihőség keretében rendezett manuális foglalkozások szerepelnek. Év közben az ország első gyermekmúzeumaként működő Csikóca Gyermekmúzeum várja különösen sokszínű foglalkozásaival a gyerekeket és a szülőket. 
Az intézmény a kiállításai, művészeti rendezvényei és ismeretterjesztő programjai, valamint széles körű hazai és nemzetközi művészeti kapcsolatai révén fontos szerepet tölt be a régióban a kortárs magyar és egyetemes művészet eredményeinek megismertetésében és a győri művészet emlékeinek, mindenkori eredményeinek közzétételében, népszerűsítésében.

## Az intézmény működési helyei

### Esterházy-palota
A Városi Művészeti Múzeum főépülete, állandó kiállítóhely Esterházy-palota (Győr, Király utca 17.)
- Radnai gyűjtemény/Modern magyar művészet 1900-1950

Az épület a 18. század harmadik negyedében nyerte el mai formáját. Az Esterházy család birtokában volt ekkor, innen a három utca közé zárt, belső udvart magába foglaló városi palota elnevezése.
A kívül kettő, belül négyszintes múzeumépületben látható a közel 1000 képzőművészeti alkotást magába foglaló Radnai-gyűjtemény, amely a két világháború közötti magyar művészet számos kiemelkedő jelentőségű művét tartalmazza, így például Rippl-Rónai József, Bornemisza Géza, Egry József, Szőnyi István, Derkovits Gyula, Bernáth Aurél, Nagy István, Barcsay Jenő festészeti, valamint Medgyessy Ferenc, Borsos Miklós, Ferenczy Béni, Pátzay Pál, Vilt Tibor szobrászati alkotásait, valamint e művészek és Mednyánszky László, Kernstok Károly, Uitz Béla, Gulácsy Lajos, Hincz Gyula, Elekffy Jenő stb. akvarelljeit, rajzait. A földszinten és az állandó kiállítással párhuzamos emeleti termekben, valamint a pincében a Radnai-gyűjteményhez kapcsolódó, vagy azt kiegészítő időszaki tárlatok váltakoznak. Az épület egykori díszterme ma is a város egyik legreprezentatívabb helyisége, művészeti rendezvények – művészettörténeti előadások, koncertek, művész-közönségtalálkozók, társművészeti rendezvények – rendszeres helyszíne.

### Borsos-ház
Borsos Miklós Állandó Kiállítás: Apor Vilmos püspök tere 2.
- Állandó kiállítás
- Borsos Miklós Archívum – a Városi Művészeti Múzeum adat- és dokumentumtára
- Időszaki kiállítások

A város legrégebbi negyedében, a győri Káptalandombon találjuk a modern magyar művészet nagy jelentőségű szobrászmesterének életművét bemutató állandó kiállítást. A szépen felújított műemlék épületben 1979-től a művész korai festményeivel, válogatott rajzaival, rézdomborításaival, kisplasztikáival, kőszobraival, érmeivel és plakettjeivel ismerkedhet a látogató. Az állandó kiállítás 2002-ben Borsos Miklós győri születésű felesége, Kéry Ilona emlékszobájával bővült.
A múlt emlékeit hordozó, hangulatos pince ma a múzeumi gyermekfoglalkozások, a családi szabadidős programok és a Múzeumbaráti Kör rendezvényeinek a legfontosabb helyszíne.

### Kreszta-ház
Kovács Margit Állandó Kiállítás: Apáca utca 1. (Kreszta-ház)
Kovács Margit, a győri születésű keramikusművész stílusát a meleg hangvétel, a derűs elbeszélő kedv, a korongozó technika és a szobrászi megformálás kombinálása, és az expresszív kifejezésmód jellemzi. Művészetére a szecesszió, a népművészet és az európai szobrászat korai időszaka hatott. Témaválasztása rendkívül széles. Groteszk hangulatú kisplasztikái, szelíden ironikus vagy meseszerűen elbeszélő zsánerfigurái, bibliai kompozíciói, ornamentális díszítésű és állatalakos vázái, dísztáljai, figuratív gyertyatartói, líraian megformált portréi rendkívüli népszerűséget vívtak ki már a művész életében.
A Kovács Margit Gyűjtemény épülete a Gutenberg térre néz, bejárata az Apáca utcáról nyíló, piacra vezető köz felől van. Szokatlan alakja miatt a győri belváros egyik legjellegzetesebb épülete.
Az állandó kiállítás 1974-ben a szülővárosnak ajándékozott alkotásokkal nyílt meg, ezek a tetőtérben láthatók, majd 1982-ben a szentendrei Kovács Margit Múzeum letéti anyagával bővült ki. Kovács Margit valamennyi alkotói korszakát átfogja, így a korai zsánerfiguráktól, kézzel festett díszedényektől, bibliai jelenetektől és szereplőtől a későbbi paraszt-, polgár-, és mesefigurákon át a falba épített reliefekig és csempeképekig, számtalan egyedileg megformált alkotást tartalmaz. Egy enteriőr-részlet a műtermébe, egy másik a szobájába enged betekintést.

### Magyar Ispita

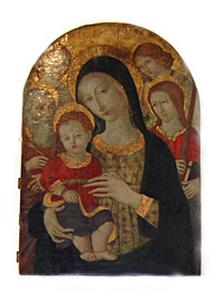

A Váczy Péter-gyűjtemény állandó kiállítása: Nefelejcs köz 3. (Magyar Ispita)
Győr legszebb műemlék épülete, a Magyar Ispita ad otthont dr. Váczy Péter budapesti történész professzor műgyűjteményének. A Széchényi György püspök által 1666-ban alapított ispotály az első világháború végéig idősek otthonaként működött, majd lakásokat alakítottak ki benne. 1993-ban felújították, és egy év múlva itt kezdte meg tevékenységét a múzeum.
A gyűjtemény képző-és iparművészeti alkotásokat, egykori használati-és dísztárgyakat foglal magába. Legszebb darabjai a 16-17. századi faragott szekrények, kelengyeládák, a 16. századi német faszobrok, néhány olasz és francia festmény, a reneszánsz, barokk, rokokó bútorok, empire tükrök, illetve aranyozott bronz kisművészeti tárgyak, és a XIX. századi kézi csomózású szőnyegek. Ritkaság a 8.-10. századból származó kínai sírőrző katona háromszínű mázas terrakotta szobra, és az ókori görög művészet három jellegzetes tanagra-figurája, valamint a 16. századi majolika dísztálak.

### Zsinagóga
Vasilescu-gyűjtemény állandó kiállítása: Kossuth Lajos u. 5.
- állandó képzőművészeti kiállítás – id. Vasilescu János XX. századi magyar műgyűjteménye

A győri zsinagóga Benkó Károly pesti építész tervei alapján épült. 1870. szeptember 15-én avatták fel a templomépülethez kapcsolódó, kétemeletes iskolával együtt. Központi terében és karzatain 2006 augusztusától id. Vasilescu János műgyűjteménye állandó kiállításon tekinthető meg. Az épületet a Városi Művészeti Múzeum a Széchenyi István Egyetem-mel közösen működteti. A nyolcszögű tér kiváló akusztikájára építve, gyakran szerveznek itt koncerteket, de rendszeresek a múzeumi előadások, tárlatvezetések, egyéb művészeti és kulturális események is.
Id. Vasilescu János műgyűjteményének legfőbb értékét Ország Lili életművének a főművei jelentik, mellettük az 1910-es évek végétől 2002-ig számos kiemelkedő magyar festő és szobrász munkájával találkozunk, így Kassák Lajos, Bortnyik Sándor, Moholy Nagy László, Mattis-Teutsch János, Victor Vasarely, Anna Margit, Korniss Dezső, Gyarmathy Tihamér, Kondor Béla, Keserü Ilona, Maurer Dóra, Hencze Tamás, Deim Pál, Nádler István, Bullás József festményeivel, és Schaár Rzsébet, Vilt Tibor, Székely Péter, Asszonyi Tamás stb. szobraival.

### Napóleon-ház
A Városi Művészeti Múzeum Képtára: Király u. 4. (Napóleon-ház)
A Vasilescu-gyűjtemény Győrbe kerülésével kapta vissza a patinás időszaki kiállítóhelyet a Városi Művészeti Múzeum. Elsősorban XX. századi és kortárs magyar, valamint nemzetközi művészeti kiállítások, így például a Nemzetközi Rajz-és Grafikai Biennálé, nagyobb gyűjteményes tárlatok és a szomszédos országokból szervezett csoportos tárlatok helyszíne.

### Győri Grafikai Műhely
Ady Endre u. 6.
- Győri Grafikai Műhely
- Nemzetközi Művésztelep fő alkotóhelye

2001-től működteti a Városi Művészeti Múzeum a Győri Grafikai Műhelyt, amelyet 1985-ben Farsang Sándor és Németh Mária győri művészekkel együtt alapított.
Jelenleg is győri grafikusművészek, a Grafikai Műhely Egyesület tagjai, a Nemzetközi Művésztelep alkotói és a Győri Tánc-és Képzőművészeti Iskola grafikát tanuló diákjai dolgoznak itt. A műhelyben folyó művészi alkotómunkát a múzeum időszaki kiállításain ismerhetik meg az érdeklődők.

### Alkotóház
Kossuth Lajos u. 56.
A Városi Művészeti Múzeum 2000-től működtet alkotóházat, amelynek helyszíne többször változott. A jelenlegi épületet 2007. január 2-ától vette át használatra az önkormányzattól, mellette továbbra is használatban maradt a Schlichter-villa. A Kossuth Lajos utcai lakásban nyertes pályázat alapján 5-6 győri művész tud egyszerre dolgozni, helyiségei műtermekként szolgálnak.

## Külső hivatkozások
- A múzeum hivatalos honlapja
- Dr. Radnai Béla rövid életrajza Archiválva 2007. április 26-i dátummal a Wayback Machine-ben
- Id. Vasilescu János rövid életrajza Archiválva 2007. május 1-i dátummal a Wayback Machine-ben